# École nouvelle La Source
Pour les articles homonymes, voir La Source.
La Source est un établissement scolaire situé à Meudon dans le quartier de Bellevue.
L'établissement principal est situé au 11 rue Ernest Renan à Meudon et le lycée est situé au 2 rue de la Tour.

## Histoire
L'école nouvelle La Source est fondée en 1946 par Roger Cousinet et François Chatelain.
En 1948, La Source s’installe à Meudon au 11 rue Ernest Renan, avec quatre classes primaires et une 6ème. En 1957 l’école forme ses premiers bacheliers.
En 1962, alors que  le mouvement Freinet, comme le Groupe français d'éducation nouvelle, travaillent à l’intérieur du système éducatif public, La Source passe un contrat d’association avec l’État. Ce nouveau statut garantit l’originalité du projet pédagogique, tout en assurant une aide financière, qui permet l’ouverture de l’école au plus grand nombre.
Elle participa en 1969 à la création de l'Association nationale pour le développement de l'éducation nouvelle puis en 1989, avec  le collège Cévenol, à celle de l'Association française des écoles à vocation internationale (AFEVI).
En 1971, les classes du lycée, s’installent dans les nouveaux locaux de la rue de la Tour à Meudon. L’école se développe sur deux sites séparés.
En 1975, Yves Brunel succède à  Françoise Jasson. Un an plus tard, l’école est nommée Etablissement chargé d’expérimentation.
En 1998, La Source compte 29 classes et 670 élèves.
En septembre 2019, 770 élèves font leur rentrée.

## Anciens élèves
- Clémence Poésy[4]